# مائوریس د سالی
.

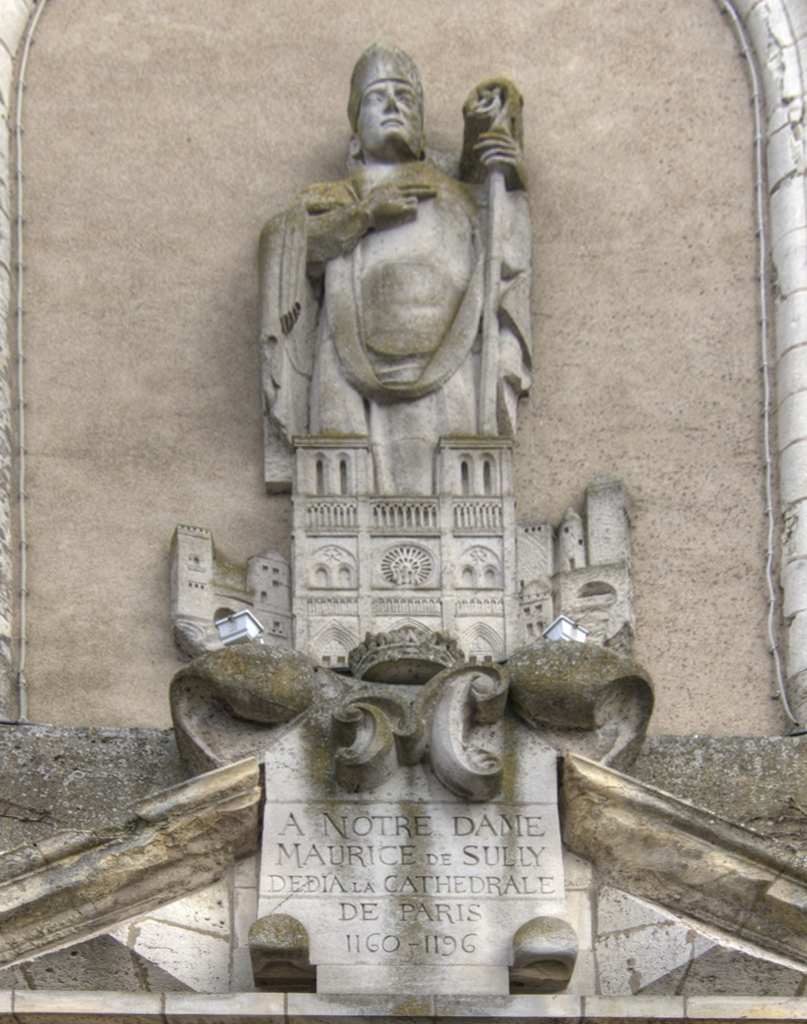
یادبود مائوریس د سالی

مائوریس د سالی (انگلیسی: Maurice de Sully؛ (م. ۱۱ سپتامبر ۱۱۹۶))، اسقف شهر پاریس از سال ۱۱۶۰ تا زمان بازنشستگی‌اش در سال ۱۱۹۶ بود. وی مسئول ساخت کلیسای نوتردام بوده است. ویلیام صوری برای ۶ سال الهیات را نزد وی و پیتر لمبارد آموخت.
وی در خانواده‌ای فقیر در نزدیکی اورلئان در ابتدای قرن ۱۲ میلادی به دنیا آمد. پس از سال‌های ابتدایی، وی به پاریس رفت و شروع به تحصیل در زمینه الهایت کرد و پس از سال‌ها ضمن انتخاب‌شدن به‌عنوان اسقف پاریس، مسئولیت ساخت کلیسای نوتردام نیز برعهده گرفت.